# Västerviks gymnasium
Västerviks Gymnasium är en gymnasieskola i Västervik, Kalmar län med cirka 1 000 elever. Eleverna är fördelade på 11 nationella program/inriktningar. På skolan finns även 5 olika slags profiler Ishockey, Fotboll, Ridning, Simning och Teknik samt även Introduktionsprogrammen.
Skolan har sitt ursprung i Västerviks högre allmänna läroverk vars gymnasieskola 1969 flyttade in i en ny skolbyggnad på Östersjövägen.

## Nationella program

### Högskoleförberedande program
Samhällsvetenskapsprogrammet
 Ekonomiprogrammet
 Naturvetenskapsprogrammet
 Profil Teknik
 Teknikcollege

### Yrkesförberedande program
Bygg- och anläggningsprogrammet
 El- och energiprogrammet
 Handels- och administrationsprogrammet
 Hantverksprogrammet
Industritekniska programmet
Restaurang- och livsmedelsprogrammet
Vård- och omsorgsprogrammet